# 埃森
埃森是德国北莱茵-威斯特法伦州里鲁尔区的一个非县辖城市，是杜塞尔多夫行政区的联邦州总中心之一。它是德国的一座大城市，大約有59万人口。按统计日期和数据来源来分，埃森位於第八，（杜塞尔多夫第六，多特蒙德第七。）该市还是莱茵兰风景区联盟和鲁尔区区域联盟成员。

## 名称
埃森（Essen），公元897年时，称为Astnide。之后名称的演变过程是: Astnidum→Astanidum→Asbidi→Asnid→Assinde→Asnida→Assindia→Essendia→Esnede→Essende→Essend→Essen。推测最初可能是“被火烧掉的林地”的意思。

## 歷史
埃森早於上古時代就已有人定居，但正式文字記載是在公元898年，時為中世紀。當時埃森曾建成多個城堡，並且是宗教中心。1377年，獲得了帝國自由城市地位。
埃森的採礦歷史可追溯至十四世紀：1354年第一個銀礦正式開採；而到了1450年，煤礦亦告開發。隨著礦業發展，工業亦於十九世紀興起。1811年，克虜伯公司成立，生產鋼鐵。而此鋼鐵廠亦成為後來蒂森克虜伯公司一部分。
在二次大戰期間，埃森曾是盟軍的轟炸目標，其中英國皇家空軍對埃森投擲了36,429噸的炸彈，市中心90%被炸毀。在納粹投降後，埃森被劃為英國佔領的地域。

## 經濟
埃森最著名的企業為蒂森克虜伯公司，其中一總部是設於埃森。而埃森第二大企業則為萊茵集團，是電力公司。
其他總部設於埃森的，還包括工程公司豪赫蒂夫、零售集團Aldi、化工公司伊諾力克，以及可口可樂。

## 主要景點
- 關稅同盟煤礦工業建築群
- 弗柯望博物館
- 山丘别墅

## 友好城市
- 芬兰坦佩雷
- 法國格勒諾布爾
- 以色列特拉維夫
- 俄羅斯下諾夫哥羅德
- 中國常州

### 引用
1. ↑  民政部地名研究所 (编). . . 北京: 中国社会出版社: 823. 2017-05. ISBN 978-7-5087-5525-0. OCLC 1121629943. OL 28272719M. NLC 009152391.（简体中文）

### 文献
- Rheinisches Städtebuch; 第III册，第3分册，"Deutsches Städtebuch. Handbuch städtischer Geschichte - Im Auftrage der Arbeitsgemeinschaft der historischen Kommissionen und mit Unterstützung des Deutschen Städtetages, des Deutschen Städtebundes und des Deutschen Gemeindetages, hrsg." Erich Keyser，斯图加特，1956年
- Ulrich Borsdorf (Hrsg.): Essen - Geschichte einer Stadt. Pomp出版社，Bottrop / Essen 2002年，ISBN 3-89355-236-7
- Sigrid Schneider: Ansichtssachen. Bilder von Essen. Pomp出版社，Bottrop / Essen 2002，ISBN 3-89355-237-5
- Helga Mohaupt: Kleine Geschichte Essens - Von den Anfängen bis zur Gegenwart. Klartext出版社，埃森，2002年，ISBN 3-89861-118-3
- Ute Küppers-Braun: Macht in Frauenhand - 1000 Jahre Herrschaft adeliger Frauen in Essen. Klartext出版社，埃森，2002年，ISBN 3-89861-106-X
- Deutscher Städteatlas; 第IV册，第6分册。Acta Collegii Historiae Urbanae Societatis Historicorum Internationalis - Serie C. Im Auftrag des Kuratoriums für vergleichende Städtegeschichte e. V. und mit Unterstützung der Deutschen Forschungsgemeinschaft, hrsg. von Heinz Stoob †, Wilfried Ehbrecht, Jürgen Lafrenz und Peter Johannek. Stadtmappe Essen, Autor: Heinz-K. Junk. ISBN 3-89115-036-9; Dortmund-Altenbeken，1989年